# Gnadenkirche (Wahren)

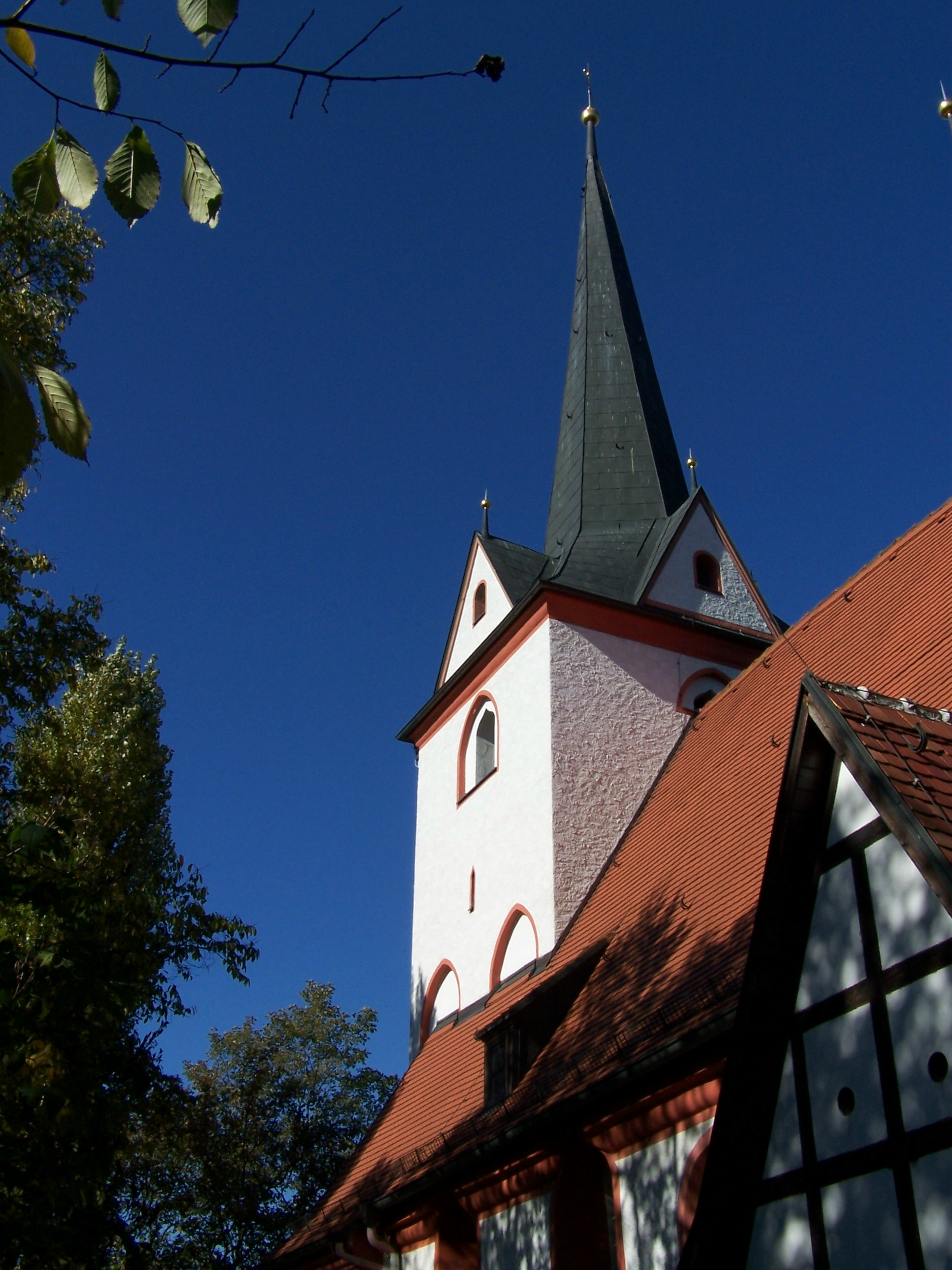
Turm der Gnadenkirche

Die Gnadenkirche ist eine evangelisch-lutherische Pfarrkirche in Leipzig-Wahren auf dem Opferberg.

## Baugeschichte
Bereits um 1000 n. Chr. soll eine Kapelle auf dem Opferberg gestanden haben, der heutige Bau entstand Ende des 12. Jahrhunderts. Noch vor 1500 ist der Altarraum erweitert worden: Der Chor wurde überbaut, nach Osten verlängert und mit drei Fenstern versehen, die Kirche bekam einen neuen Altar. Erst im Jahr 1935 erhielt sie den Namen Gnadenkirche, 1990 bis 1993 wurde die Kirche umfassend saniert.

## Architektur und Ausstattung
Die Gnadenkirche ist eine Saalkirche mit eingezogenem, dreiseitig geschlossenem Chor und Westturm.
Der Taufstein im Turmbereich und die Feldsteine der Grundmauer bis in den Chorraum sind romanischen Ursprungs. Die Figuren der Zwölf Apostel stammen aus dem 15. Jahrhundert. Sie befanden sich in den Flügelteilen des alten Altars und wurden bereits 1736 abgehängt, in der Rittergutsloge gelagert, danach bis 1990 in den Emporenfeldern der Westseite angebracht und sind jetzt wieder in den zwei Schreinen auf der Südseite des Chorraumes befestigt. Der Mittelschrein des ehemaligen Flügelaltars mit der Krönung Mariens fiel 1844 dem Einbau der Kanzel, die sich bis dahin an der Südostecke der Emporen befunden hatte, zum Opfer.
Aus der Renaissance stammt der manieristische Giebel an der Nordseite. Der dort zu findende sogenannte Schülerchor, ein auf die Sakristei im 17. Jahrhundert aufgesetztes stabiles Stockwerk, wurde 1699 mit dem Einbau der Orgel zur Rittergutsloge umfunktioniert. Das Lesepult und der zweite Taufstein (Holz), die lindgrünen Ornamente in den Emporenfeldern und die beiden Aufgänge am Turm zeigen Merkmale des Jugendstils.

### Glocken

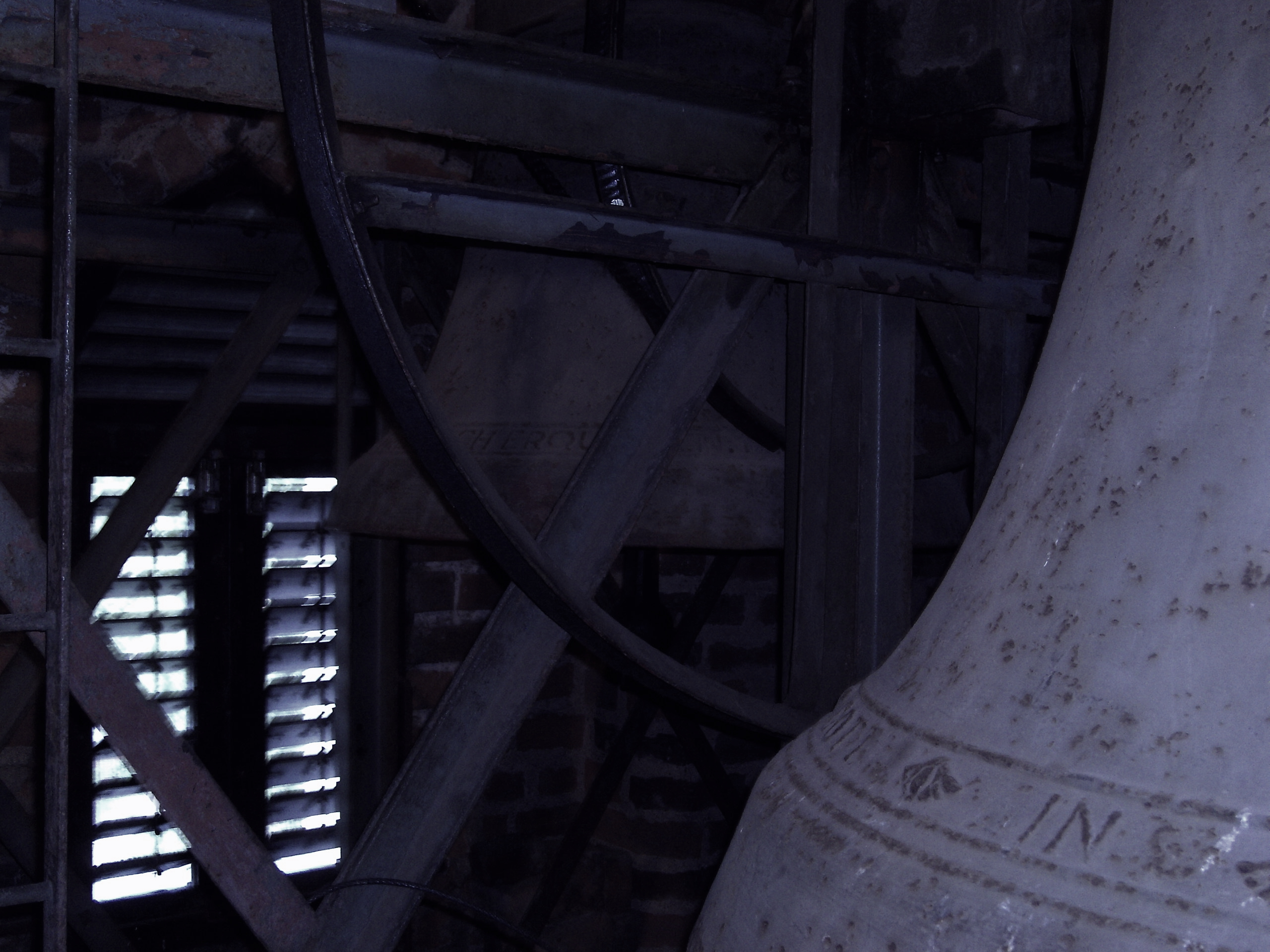
Die Glocken der Gnadenkirche

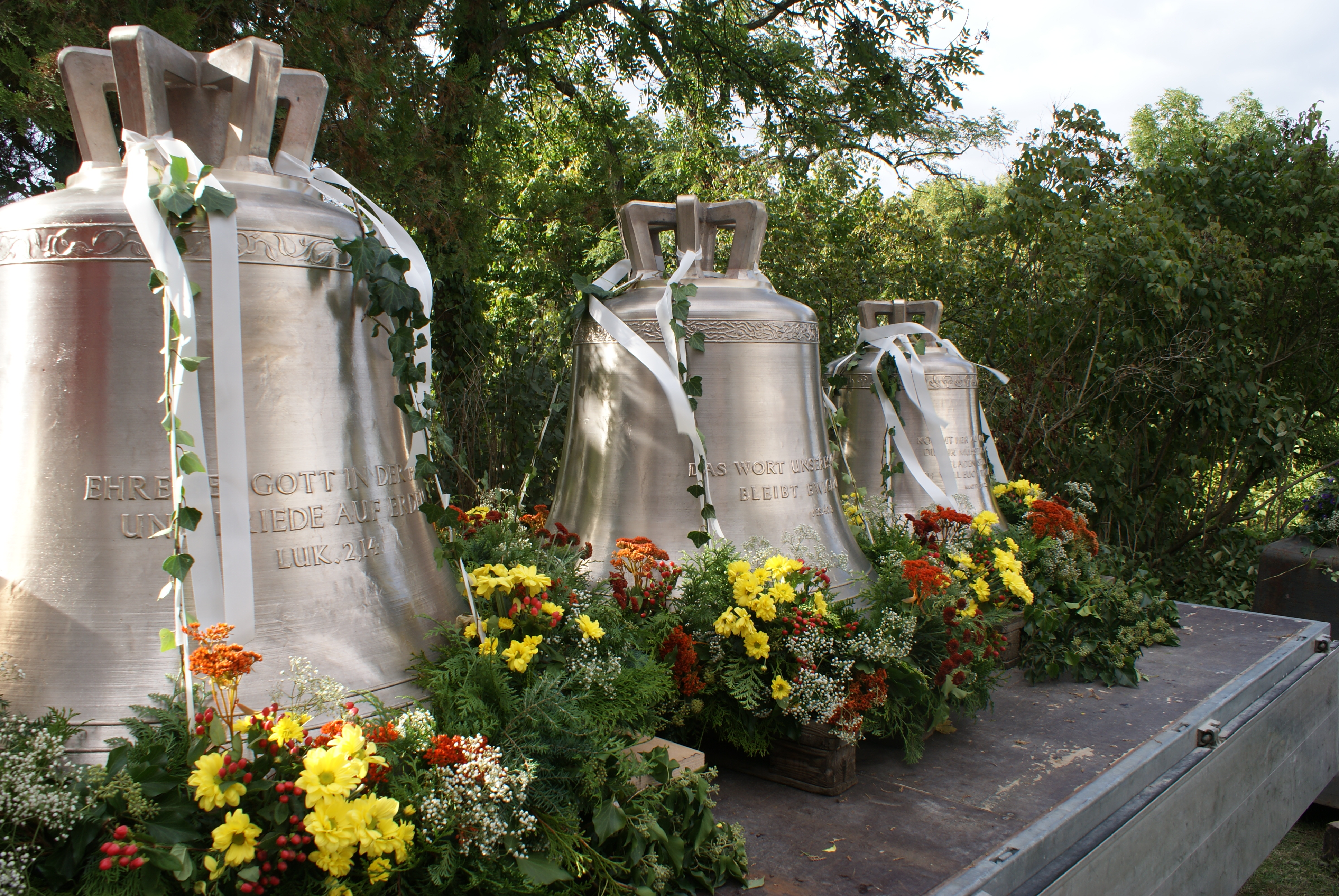
Das neue Wahrener Geläut

Nachdem die alten Bronzeglocken 1917 im Ersten Weltkrieg als sogenannte Metallspende des deutschen Volkes zu Rüstungszwecken beschlagnahmt wurden, wurden Ende 1919 drei neue Eisenhartgussglocken aus Apolda im Turm aufgehängt. Gleichzeitig baute man einen neuen Glockenstuhl und eine Läutmaschine ein. Der Klang der Glocken harmoniert mit dem der katholischen Kirche St. Albert in Wahren.
Nach langem Sammeln von Spenden konnten neue Bronzeglocken für die Gnadenkirche am Freitag, dem 6. Juli 2012 in der Glockengießerei Rincker in Sinn gegossen werden. Am Sonntag, dem 23. September 2012, wurden die neuen Bronzeglocken für die Wahrener Gnadenkirche geweiht und am Montag, dem 24. September 2012, in den Turm gehoben. Das neue Geläut der Gnadenkirche besteht aus folgenden Glocken:
| Glocke              | 1              | 2               | 3          |
| ------------------- | -------------- | --------------- | ---------- |
| Name                | Friedensglocke | Ewigkeitsglocke | Taufglocke |
| unterer Durchmesser | 1,195 m        | 1,085 m         | 0,924 m    |
| Höhe ohne Krone     | 0,974 m        | 0,885 m         | 0,757 m    |
| Gewicht             | 1132 kg        | 866 kg          | 538 kg     |
| Schlagton           | f'-1           | g'±0            | b'+1       |
| Jahr                | 2012           | 2012            | 2012       |
| Gießer              | Rincker        | Rincker         | Rincker    |

### Orgel
1699 entstand die erste Orgel als Werk eines unbekannten Orgelbauers. 1830 wurde dann eine neue Orgel durch Johann Gottlob Mende, Leipzig, gebaut. 1929 wurde dann die aktuelle Orgel durch die Firma Gebrüder Jehmlich, Dresden (II/P/19), gebaut, 1958 wurde sie durch Hermann Lahmann, Leipzig, umdisponiert und 2000 bis 2002 von Jehmlich generalüberholt. Sie besitzt nun folgende Disposition:
| I Manual C–a3 |           |    |
| 1.            | Prinzipal | 8′ |
| 2.            | Rohrflöte | 8′ |
| 3.            | Oktave    | 4′ |
| 4.            | Flöte     | 4′ |
| 5.            | Oktave    | 2′ |
| 6.            | Mixtur IV |    |

| II Manual C–a3 |                 |        |
| 7.             | Oboe            | 8′     |
| 8.             | Geigenprinzipal | 8′     |
| 9.             | Gedackt         | 8′     |
| 10.            | Salizional      | 8′     |
| 11.            | Oktave          | 4′     |
| 12.            | Zartflöte       | 4′     |
| 13.            | Quinte          | 2 ⁄3′  |
| 14.            | Prästant        | 2′     |
| 15.            | Waldflöte       | 2′     |
| 16.            | Terz            | 1 3⁄5′ |
| 17.            | Quinte          | 1 ⁄3′  |
| 18.            | Sifflöte        | 1′     |
|                | Tremolo         |        |

| Pedal C–f1 |              |     |
| 19.        | Prinzipalbaß | 8′  |
| 20.        | Posaune      | 16′ |
| 21.        | Subbaß       | 16′ |
| 22.        | Echobaß      | 8′  |

- Koppeln: II/I, I/P, II/P, Oberoktavkoppel II, Suboktavkoppel II
- Schweller, Walze, eine freie Kombination

## Geistliche der Kirchgemeinde
Die Internetseite pfarrerbuch.de listet für die Kirche die 1. Stellen (Pfarrer), die 2. Stellen (Diakone, bis 1908 Hilfsgeistliche) und die 3. Stellen (Diakone) auf.
Pfarrer
- 1548 – Schlick, Rudolf
- 1578–1615 Brauer, Jeremias
- 1616–1637 Eilenberg, Wolfgang
- 1637 – Limmer, Augustin
- 1661 – Wittich, Andreas
- 1685 – Hornig, Johann Georg
- 1687 – Nicolai, Kaspar
- 1708 – Kotte, Georg
- 1716–1739 Broyer, Samuel Heinrich
- 1739 – Broyer, Samuel Heinrich
- 1755 – Oelsner, Christian Gottfried
- 1783 – Oelsner, Christian Gottfried
- 1785 – Hammer, Johann Friedrich Walther
- 1801 – Hammer, Johann Friedrich Walther
- 1814 – Hammer, Johann Friedrich
- 1818 – Neubert, Johann Wilhelm Christian
- 1823 – Herrnsdorf, Gottlob
- 1864 – Mros, Ernst Heinrich
- 1871 – Führer, Ernst Gottlieb
- 1901 – Vierling, Wilhelm Traugott
- 1933–1951 Oßke, Otto Rudolf *Johannes
- 1952 – Mügge, Gottfried *Karl Heinrich
- 1961 – Fritzsche, Klaus
- 1974 – Nettlenbusch, Achim
- 1975 – Weiss, Peter[2]